# エヴァン法
エヴァン法（エヴァンほう、Loi Évin、ロワ・エヴァン、正式名称: Loi n°91-32 du 10 janvier 1991 relative à la lutte contre le tabagisme et l'alcoolisme）は、1991年に制定されたフランスのアルコールとタバコの政策法。国会にそれを提案した、当時の保健大臣、クロード・エヴァンからその名を付けた。

## 起源
エヴァン法の以前、フランスの広告法は非フランスの生産者に対して差別していた。しかしながら、スコッチ・ウイスキー生産者は欧州司法裁判所でフランスと争い勝った。1980年にフランスはその法律を変えるように判決を受けて要求されたが充分な法律を作らず、1991年になってアルコールとタバコの政策に影響を与えるエヴァン法を制定した。

## 規定
この法律の規定はその前身1976年のヴェイユ法（Loi Veil : Loi n° 76-616 du 9 juillet 1976 relative à la lutte contre le tabagisme）によりタバコとアルコールまたそれらの広告に置かれた制限を強化する。

### アルコール
アルコール広告はテレビまたは映画館で禁止され、メッセージと映像に厳しい規制が課せられ、アルコール乱用が健康に危険な影響をもたらすというメッセージを全ての広告に含んでいる。

### タバコ
この法律によると、タバコの全ての包装は健康警告を表示しなければならず、タバコのタール含有量に制限が課せられている。
この法律はまた公共で利用できる全ての閉じられた空間での喫煙を禁止し、職場、公共交通機関、カフェとレストランが含まれ、喫煙者のために特に指定された場所は除く。喫煙場所開設のための厳密な条件はその行政の長により規定された二次法に委ねられた。これらの規則は時間が経つと変更した。
最初、喫煙場所のための規則は随分と寛容で、手ぬるい施行であった。レストラン、カフェ等は単に喫煙者と非喫煙者の区画を備えていればよいだけで、実際きちんと分けられていないことがよくあった。より大きな施設では、喫煙者と非喫煙者の区画は部屋を分けることができたが、同じ部屋内の区画にいるだけのことがよくあった。
フランスは、2007年2月1日に、これらの規則を引き締めた。喫煙はもはや全ての公共の場所で禁止される（駅、美術館、etc.）。厳しい条件を満たしている特定の喫煙室のためには例外が存在し、後述を参照。しかしながら、カフェ、レストラン、クラブ、カジノ、バー、等のために2008年1月1日まで特別免除が作られ、 またフランス政府は元日に熟考の1日を容認した。 世論調査は70%の人がその禁止を支持することを示した。
その新規制の下、喫煙室は許可されたが、非常に厳しい条件が課せられた。それらは施設の全フロア空間の多く見積もって20%を占めることができ、それらの寸法を35m²以上にすることはできない。それらは別々の換気を備えることを必要とし、それは1時間に10回充分な量の空気と取り替える。喫煙室の空気圧は絶えずその隣接する部屋の圧より低くしなければならない。それらは自動的に閉まるドアがなければならない。喫煙室には何のサービスも提供することができない。
2007年に新規制に対する法的異議申し立てが国務院の前に提出されたが、拒否された。

### タバコ広告
エヴァン法はどのように良好なタバコの広告も禁止し、屋外の広告板を含み、無料または販売促進でのタバコの配布を禁止する。タバコ広告はまたスポーツイベントでは禁止され、その法律はテレビで放映される外国のスポーツイベントの報道に対して、存在するであろう類似する後援広告を隠す全ての試みを行うように義務付けている。

### タバコ包装の内容情報
この法律によると、タバコの包装はタール、ニコチン、一酸化炭素の含有量を表示しなければならない。それらはまた包装の30%程を覆った健康警告を表示しなければならない。
16歳未満へのタバコの販売は違法であり、この制限はタバコを販売する全ての場所で目に見えて表示されなければならない。

## 結果

### レストラン、バー、ホテル、カジノ
- 施設の主人は喫煙制限の参加者である通知を敷地の入り口に添付しなければならず、非喫煙者の分離と煙からの保護の完備を確実にするのに必要な設備も用意しなければならない。
- 喫煙者のために独占的に施設を設置することができない。

### 学校
- 喫煙は敷地の中でも外でも、個人の研究室でもカフェテリアでも、どこでも禁止されている。
- 学生、教員または訪問客のためでも喫煙場所として設置されるべき場所はどこにもない。

### 大学と成人用トレーニングセンター
- 施設の中では個人の研究室でもカフェテリアでもどこでも喫煙は違法である。
- 喫煙場所は施設外にのみ設置してもよい。

### 公共交通機関
- 喫煙の禁止は公共交通機関の全ての形態を含む。バス、電車、飛行機、ボートなど。
- タクシーや公有の車で喫煙することはできない。

### 病院
- 屋内での喫煙は禁止せねばならない。喫煙所の設置は屋外にのみ許される。

### その他
ラグビーワールドカップ2023フランス大会において、アサヒスーパードライが大会オフィシャルビールに認定されたが、このエヴァン法により直接的に「スーパードライ」（姉妹品のノーアルコールビール・「アサヒドライゼロ＝欧州ではアサヒスーパードライ0.0%」も含む）を表現できないため、間接的な「辛口」「Aaah! 0.0% SUPER TRY」などに書き換えて表現している。

## 諸情報源
- Text of the law - レジフランス
- The “Loi Evin”
- fr:Loi Evin

## 関連文献
- Projet de loi sur senat.fr
- Décision du Conseil constitutionnel n° 90-283 du 8 janvier 1991